# Аничков, Игорь Евгеньевич
И́горь Евге́ньевич Ани́чков (23 мая 1897, Боровичи, Новгородская губерния — 21 мая 1978, Ленинград) — российский и советский лингвист (по образованию философ), профессор (1947), доктор филологических наук (1947). Автор трудов по английскому языку, методике преподавания иностранных языков, неопубликованных сочинений по религиозной философии, историософии и богословию. Высказывал новаторские идеи по общей семантике и философии языкознания, не получившие признания современников.

## Биография
Родился в известной дворянской семье Аничковых: его отец Евгений Васильевич Аничков — историк и филолог, профессор Петербургского университета, один из университетских преподавателей А. А. Блока, с которым поэт поддерживал знакомство и консультациями которого не раз пользовался (в том числе по старофранцузскому языку при работе над драмой «Роза и Крест»).
Детство провёл в Швейцарии, Франции и Великобритании (в частности, учился в известном парижском лицее Мишле), английским и французским языками владел как родными. Окончил историко-филологический факультет Петербургского университета (1915), специализировался по философии науки.
Участвовал в Первой мировой войне (на румынском фронте), в этот же период написал учебник верховой езды (рукопись утрачена); после революции был мобилизован в Красную армию, воевал в отряде Чапаева, бежал к Колчаку; разочаровался в белом движении и был едва не расстрелян за «большевистскую пропаганду».
После Гражданской войны преподавал английский язык в Красноярске, позднее в Петрограде (в «Зубовском» институте и других вузах). Считая основным своим делом религиозную философию, в середине 1920-х годов написал ряд лингвистических работ по общей семантике и изобретённой им «идиоматике», привлёкших сочувственное внимание различных исследователей, от Мейе до Марра, а также по английскому языку и методике преподавания иностранных языков.
В 1928 году был арестован по одному делу с Д. С. Лихачёвым, приговорён к 5 годам заключения на Соловках, в 1931 году освобождён по болезни.
В 1933 вновь арестован и выслан в Сыктывкар, в 1938 вернулся в Ленинград, где возобновил преподавание английского языка в различных вузах; с 1941 по 1947 — в Архангельске, заведует кафедрой английского языка в пединституте. Защитил кандидатскую диссертацию «Идиоматика в ряду лингвистических наук» (1944, МГУ; одним из оппонентов был Л. В. Щерба) и докторскую диссертацию «Английские адвербиальные послелоги» (1947, МГУ; оппоненты Б. А. Ильиш, А. И. Смирницкий и В. Н. Ярцева).
С 1947 активно преподавал в ряде ленинградских вузов, но в 1949 был вынужден уволиться из-за идеологических обвинений в «политических ошибках»; с 1949 — профессор кафедры английской филологии в Ставропольском пединституте иностранных языков, с 1953 — вновь в Ленинграде, преподавал и опубликовал ряд небольших лингвистических статей. Учениками его были, в частности, такие известные лингвисты как В. П. Недялков и Г. Г. Сильницкий. В последние годы жизни полностью посвятил себя религиозной философии.
Похоронен на Большеохтинском кладбище. Полностью реабилитирован посмертно 27 февраля 1993 года прокуратурой г. Санкт-Петербург.

## Вклад в лингвистику
Свою, по сути дела, главную лингвистическую работу И. Е. Аничков написал на французском языке в 1926 году. Это была небольшая статья «Идиоматика и семантика», в которой обосновывалась необходимость новой лингвистической дисциплины — идиоматики, понимаемой как изучение «сочетаний слов» и занимающей в иерархии лингвистических дисциплин промежуточное место между синтаксисом и семантикой. В статье также отстаивалось мнение, что абсолютно свободных сочетаний слов не существует. Последнее утверждение разделяется многими современными семантическими теориями. По словам академика Ю. Д. Апресяна, «это была в высшей степени оригинальная, стройная и глубокая теория, намного опередившая своё время». Впоследствии на основе идей, высказанных в этой статье, И. Е. Аничков защитил кандидатскую диссертацию, но его резко критическое отношение к взглядам на фразеологию В. В. Виноградова (опиравшегося, в свою очередь, на концепцию Ш. Балли) помешало своевременной и полной публикации его работ по «идиоматике» и смежным вопросам.

## Цитата
В. П. Недялков. От составителя. — В кн.: Аничков 1997, с. 3:

Круг интересов И. Е. Аничкова очень широк: лингвистика и богословие, литературоведение и философия, историософия и методика преподавания иностранных языков. <…> Явной необычности или даже парадоксальности приведённой тематики в глазах современного читателя соответствует не меньшая парадоксальность биографии и самой личности И. Е. Аничкова, последовательно приговаривавшегося к смертной казни сначала ЧК («за контрреволюционные убеждения»), а потом — контрразведкой Колчака («за большевистскую пропаганду»), убеждённого монархиста и глубоко религиозного человека, обращающегося в отдел науки ЦК Коммунистической партии («Нет власти не от Бога»; Рим. XIII:1) за поддержкой в деле реформы преподавания иностранных языков в средней школе и… получающего эту поддержку.